# Marcel Vandal
Marcel, Charles, Henri  Vandal est un producteur de cinéma et réalisateur français, né le 1er mars 1882 à Paris et mort le 14 avril 1965  au Perreux-sur-Marne (Val-de-Marne). 

## Biographie
Marcel Vandal a dirigé avec Charles Delac la société Le Film d'art. Il a travaillé régulièrement avec Julien Duvivier, dont il a produit un grand nombre de films dans les années 1930.
Il a réalisé lui-même quelques films. Une copie de L'Eau du Nil a été retrouvée[Quand ?] par la Cinémathèque de Toulouse, montrant de réelles qualités de mise en scène.

## Distinctions
- Croix de guerre 1914-1918 avec étoile de bronze
- Officier de l'ordre de Léopold
- Officier de l'Instruction publique (arrêté du ministre de l'Instruction publique et des Beaux-Arts du 7 février 1914)
- Chevalier de la Légion d'honneur au titre du ministère du Commerce (décret du 24 août 1931). Parrain : le producteur Charles Delac[3].

## Filmographie

### Producteur
- 1919: Travail d'Henri Pouctal
- 1923: La Porteuse de pain de René Le Somptier
- 1923: La Souriante Madame Beudet de Germaine Dulac
- 1924: Paris de René Hervil
- 1925: Le Calvaire de Dona Pia d'Henry Krauss
- 1926: L'Homme à l'Hispano de Julien Duvivier
- 1926: Graziella (+ réalisation)
- 1927 : Le Mariage de Mademoiselle Beulemans de Julien Duvivier
- 1927: Le Mystère de la tour Eiffel de Julien Duvivier
- 1928: Le Tourbillon de Paris de Julien Duvivier
- 1929: Maman Colibri de Julien Duvivier
- 1930: David Golder de Julien Duvivier
- 1930: Au Bonheur des Dames de Julien Duvivier
- 1931: Les Monts en flammes de Joë Hamman et Luis Trenker
- 1931: Fra Diavolo de Mario Bonnard
- 1931: La Dernière Berceuse de Gennaro Righelli
- 1931: Le Bal de Wilhelm Thiele
- 1931: Les Cinq Gentlemen maudits de Julien Duvivier
- 1932: L'Amoureuse Aventure de Wilhelm Thiele
- 1933 : Hortense a dit j'm'en f…, moyen métrage de Jean Bernard-Derosne
- 1933: La Tête d'un homme de Julien Duvivier
- 1933: L'Homme à l'Hispano de Jean Epstein
- 1933: Le Petit Roi de Julien Duvivier
- 1934: La Châtelaine du Liban de Jean Epstein
- 1934: Le Paquebot Tenacity de Julien Duvivier

### Réalisateur
- 1926 : Graziella (+ production)
- 1927 : Le Sous-marin de cristal
- 1927 : Fleur d'amour
- 1928 : L'Eau du Nil

### Directeur de production
- 1932: Poil de Carotte de Julien Duvivier

### Directeur artistique
- 1927: Le Mystère de la tour Eiffel de Julien Duvivier (+ production)